# Rashi
Rashi (Troyes, 22 febbraio 1040 – Troyes, 13 luglio 1105), in ebraico רש"י, acronimo di Rabbi Shlomo Yitzhaqi (רבי שלמה יצחקי) e conosciuto anche con il nome latinizzato di Salomon Isaacides, da cui le forme italianizzate Salomone Isaccide oppure Salomone Jarco o Rabbi Salomone Jarco, è stato uno dei più famosi commentatori medievali della Bibbia ebraica.
Rabbino medievale francese, fu un rinomato e altamente stimato contributore aschenazita dello studio della Torah (la "legge", i primi 5 libri biblici). È famoso come autore di un vasto commentario del Talmud (opere di "studio" sulle norme della Mishnah), di un esaustivo commentario del Tanakh (Bibbia ebraica). È considerato il "padre" di tutti i commentari talmudici che seguirono (per esempio, Baalei Tosafot) nonché le esegesi bibliche (per es., Ramban, Ibn Ezra, Chaim ibn Attar, et al.).
L'innovazione essenziale portata da Rashi sta nel fatto che, anziché continuare solo nel solco della tradizione del Midrash (esegesi, ricerca, spiegazione), egli inizia un commento delle Scritture più aderente al significato letterale delle parole. Acclamato per la sua capacità di presentare il significato basilare del testo in modo sintetico e lucido, Rashi attrae sia gli studiosi eruditi che gli studenti novelli, e le sue opere rimangono il fulcro dello studio ebraico contemporaneo. Il suo commento al Talmud, che copre quasi tutto il Talmud babilonese (un totale di 30 Trattati), è incluso in tutte le edizioni del Talmud sin dalla sua prima stampa a cura di Daniel Bomberg negli anni 1520. Il suo commentario del Tanakh - specialmente quello del Chumash ("cinque libri di Mosè") - è un aiuto indispensabile agli studenti di tutti i livelli. Quest'ultimo, da solo, serve come base per più di 300 "supercommentari", che analizzano la scelta di Rashi del linguaggio e delle citazioni, scritti da alcuni dei più grandi nomi della letteratura rabbinica. La prima versione ebraica del commentario della Torah, a caratteri mobili, venne stampata a Reggio Calabria nel 1475 da Abraham ben Garton.
Il cognome Yitzhaki deriva dal nome di suo padre, Yitzhak. L'acronimo è a volte anche liberamente esteso a Rabban Shel Yisrael (Maestro d'Israele), o Rabbenu SheYichyeh (Nostro Rabbi, possa egli vivere). Viene citato nei testi ebraici e aramaici come (1) "Shlomo figlio di Rabbi Yitzhak," (2) "Shlomo figlio di Yitzhak," (3) "Shlomo Yitzhaki," ecc.
Nella letteratura più antica, Rashi viene saltuariamente citato come Jarchi o Yarhi in ebraico ירחי‎?, con l'acronimo interpretato da Rabbi Shlomo Yarhi. Si pensa si riferisse al nome ebraico di Lunel in Provenza, comunemente fatto derivare dal francese lune "luna", in ebraico ירח‎?, dove si assume Rashi abbia vissuto in un qualche periodo o addirittura sia nato, o per lo meno dove i suoi avi risiedevano. Richard Simon e Johann Wilhelm Wolf affermano che solo gli studiosi cristiani si riferivano al Rashi col nome Jarchi e che tale epiteto era sconosciuto agli ebrei. Il domenicano Bernardo de Rossi (1687–1775) tuttavia dimostrò che anche gli studiosi ebrei si riferivano al Rashi con l'appellativo Yarhi. Nel 1839, Leopold Zunz (1794-1886) asserì che l'uso ebraico di Jarchi era una diffusione fallace di un errore commesso da scrittori cristiani, e che invece bisognava interpretare l'abbreviazione come è conosciuta oggi, cioè: Rabbi Shlomo Yitchaki. Di conseguenza, a partire dalla seconda metà del XIX secolo, l'appellativo Jarchi venne considerato obsoleto. L'evoluzione di questo termine è stato esaminato esaustivamente fino alle sue origini.
Rashi e la sua famiglia sopravvissero alla grande persecuzione antisemita quando aveva 45 anni; molti dei suoi insegnanti, che erano tra i più grande saggi aschenaziti dell'Ebraismo e suoi mentori, non sopravvissero. Dopo l'incendio delle yeshivah a Magonza e Worms da parte dei crociati, Rashi fondò una scuola di successo a Troyes, che durò per generazioni (fino alla seconda crociata). Anche gli insegnanti delle yeshivah e la comunità di Spira con cui Rashi aveva a che fare vennero distrutti durante il suo tempo.

## Biografia

### Nascita e primi anni
Rashi era figlio unico, nato a Troyes, nella provincia di Champagne (Francia settentrionale). Il fratello di sua moglie era Simone il Maggiore, rabbino di Magonza. Simone era discepolo di Rabbeinu Gershom Meor HaGolah, che morì quello stesso anno. Da parte del padre, Rashi si dice fosse un discendente di 33ª generazione di Yochanan HaSandlar, che a sua volta era discendente di 4ª generazione di Gamaliele, che presumibilmente discendeva dalla Casa di Davide. Nei suoi corposi scritti, Rashi stesso non fece mai tali affermazioni genealogiche. Anche la fonte rabbinica principale sulla sua discendenza, Responsum No. 29 di Solomon Luria, non fa tali rivendicazioni ataviche.

### Leggende
La sua fama in seguito ne fece oggetto di numerose leggende. Una tradizione sostiene che i suoi genitori fossero senza figli per molti anni. Il padre di Rashi, Yitzhak, un modesto enologo, una volta trovò un gioiello prezioso e fu avvicinato da alcuni gentili che volevano comprarlo per adornare il loro idolo. Yitzhak accettò di viaggiare con loro alla loro terra, ma in viaggio gettò la gemma in mare. Successivamente fu visitato dalla Voce di Dio o dal profeta Elia, che gli disse che sarebbe stato ricompensato con la nascita di un figlio nobile "che avrebbe illuminato il mondo con la sua conoscenza della Torah."
La leggenda afferma anche che la coppia si trasferì a Worms (Germania), mentre la madre di Rashi era incinta. Camminando lungo una delle stradine del quartiere ebraico, fu messa in pericolo da due carrozze in arrivo. Si voltò e si strinse contro un muro, che si aprì a riceverla. Questa nicchia miracolosa è ancora visibile nella parete della Sinagoga di Worms.

### Studi

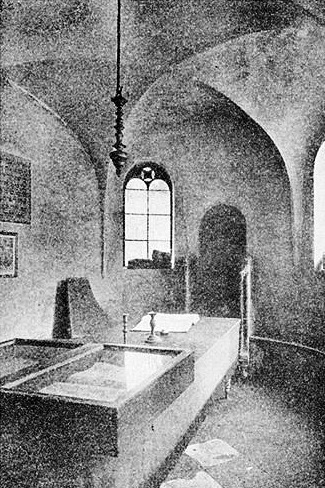
La Sinagoga del Rashi a Worms (Germania)

Secondo la tradizione, Rashi fu inizialmente portato da suo padre ad imparare la Torah nel giorno di Shavuot, all'età di cinque anni. Il padre fu il suo principale insegnante di Torah fino alla morte, quando Rashi era ancora un giovinetto. Si sposò all'età di 17 anni e subito dopo andò a studiare presso la yeshivah di Rabbi Yaakov Ben Yakar a Worms, ritornando da sua moglie tre volte all'anno, per Yom Kippur, Pesach e Shavuot. Quando Rabbi Yaakov morì nel 1064, Rashi continuò a studiare a Worms per un altro anno, nella yeshivah di un suo parente, Rabbi Isaac ben Eliezer Halevi, che era anche il Rabbino Capo di Worms. Poi si trasferì a Magonza, dove studiò con un altro dei suoi parenti, Rabbi Isaac ben Judah, il capo rabbinico di Magonza e uno dei saggi più noti del Ducato di Lorena, a cavallo tra Francia e la Germania.
Insegnanti di Rashi erano studenti di Gershom ben Judah e di Rabbi Eliezer Hagadol, importanti talmudisti della generazione precedente. Dai suoi maestri, Rashi assorbì le tradizioni orali pertinenti al Talmud come erano stati tramandate da secoli, come anche la comprensione della logica unica del Talmud e la forma di argomentazione. Rashi prese appunti concisi di ciò che imparava nella yeshivah, incorporando tale materiale nei suoi commentari.

### Rosh Yeshiva

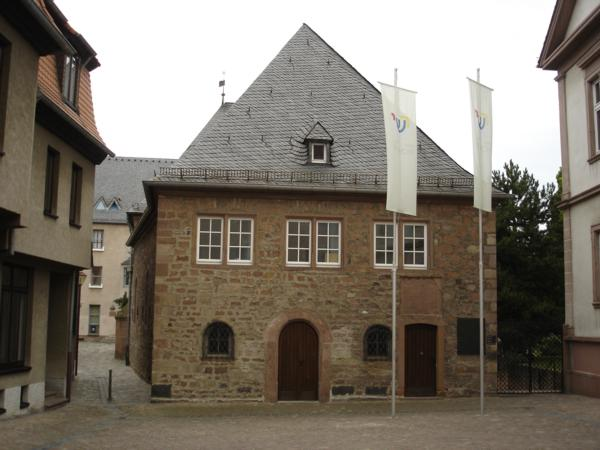
Esterni della Sinagoga del Rashi a Worms

Ritornò a Troyes all'età di 25 anni, e dopo la morte della madre gli venne chiesto di unirsi al Beth Din (tribunale rabbinico) della città. Iniziò inoltre a rispondere a quesiti halakhici. Alla morte del capo del Beth Din Rabbi Zerach ben Abraham, Rashi assunse la direzione del tribunale e rispose a centinaia di questioni halakhiche. Verso il 1070 fondò una yeshivah che attrasse molti discepoli. Si pensa che il Rashi si guadagnasse da vivere come viticoltore, poiché dimostra una profonda conoscenza dei relativi utensili e procedimenti, ma non ne esiste prova.
La maggioranza degli studiosi e una tradizione orale ebraica asserisce comunque che egli fosse un viticoltore. La sola ragione che questa tradizione centenaria che fosse un vignaiolo non sia vera, viene fornita dalla ricerca di Rabbi Haym Solevetchik, che afferma che tutta la terra di Troyes non è la migliore per la coltivazione delle viti. Alcuni riferimenti ad un certo sigillo del suo vigneto si dice non provi che vendesse vino, ma soltanto che fermentava l'uva per suo uso personale.
Sebbene ci siano molte leggende sui suoi viaggi, pare che Rashi non sia mai andato oltre i limiti che vanno dalla Senna al Reno. Nel 1096, la Crociata dei poveri marciò attraverso tutta la Lorena, uccidendo circa 12000 ebrei e spazzando via intere comunità. Tra coloro che furono uccisi a Worms, figurano i tre figli di Rabbi Isaac ben Eliezer Halevi, l'insegnante di Rashi. Rashi scrisse veri Selichot (poemi penitenziali) che compiangono il massacro e la distruzione delle grandi yeshivah della regione. Sette Selichot del Rashi esistono ancora, tra cui "Adonai Elohei Hatz'vaot", che viene recitato alla vigilia di Rosh Hashanah, e Az Terem Nimtehu, che è recitato durante il Digiuno di Gedalia.

### Morte e sepoltura
Rashi morì il 13 luglio 1105 (29 Tammuz 4865) all'età di 65 anni. Fu sepolto a Troyes: il sito approssimativo del cimitero ove fu sepolto venne registrato sull'opera cronologica Seder ha-Dorot, ma col tempo il luogo del cimitero fu dimenticato. Alcuni anni fa un professore della Sorbona scoprì una mappa che indicava il sito del cimitero, che ora giace sotto una piazza aperta della città di Troyes. Dopo la scoperta, gli ebrei francesi eressero un monumento nel centro della piazza — un grande globo bianco e nero che mostra in notevole rilievo la lettera ebraica Šin (ש) (presumibilmente l'iniziale di "Shlomo", nome di Rashi).
La base di granito del monumento ha inciso: Rabbi Shlomo Yitzchaki — Commentatore e Guida. Nel 2005, Yisroel Meir Gabbai (che dedica la sua vita professionale al restauro di cimiteri ebraici) ha eretto una targa aggiuntiva su questo sito, che nomina la piazza come sito di sepolture. La targa afferma: "Il luogo su cui ti trovi è il cimitero della città di Troyes. Molti Rishonim sono qui sepolti, tra cui Rabbi Shlomo, noto come Rashi il santo, possano i suoi meriti proteggerci".

### Discendenti
Rashi non ebbe figli maschi, ma le sue tre figlie – Miriam, Yocheved e Rachel – sposarono tutte degli studiosi talmudici. Esistono leggende sulle figlie che indossavano i tefillin ma, mentre alcune donne aschenazite in tempi medievali indossavano davvero i tefillin, non ci sono prove che le figlie di rashi lo facessero.
- La figlia maggiore di Rashi, Yocheved, sposò il rabbino e tosafista Meir ben Shmuel; i loro quattro figli furono: Shmuel (detto Rashbam) (n. 1080), Yitzchak (detto Rivam) (n. 1090), Jacob (Rabbenu Tam) (n. 1100) e Shlomo il Grammatico, che furono tra i più prolifici autori Baalei Tosafos, principali autorità rabbiniche che scrissero glosse critiche ed esplicative del Talmud e che appaiono a fianco del commentario del Rashi su ogni pagina del Talmud. La figlia di Yocheved, Chanah, fu un'insegnante di leggi e tradizioni sulle donne ebree.
- La figlia mediana di Rashi, Miriam, sposò il commentatore talmudico Judah ben Nathan, che completò il commentario del Talmud Makkot, su cui Rashi stava lavorando quando morì.[28] La loro figlia Alvina era una donna erudita le cui abitudini e costumanze furono poi usate come base per decisioni halakhiche successive. Il loro figlio Yom Tov ben Judah in seguito si trasferì a Parigi e vi diresse una scuola yeshiva, insieme ai suoi fratelli Shimshon e Eliezer.
- La figlia minore di Rashi, Rachel, sposò (e poi divorziò) Eliezer ben Shemiah.

## Opere

### Commentari del Tanakh

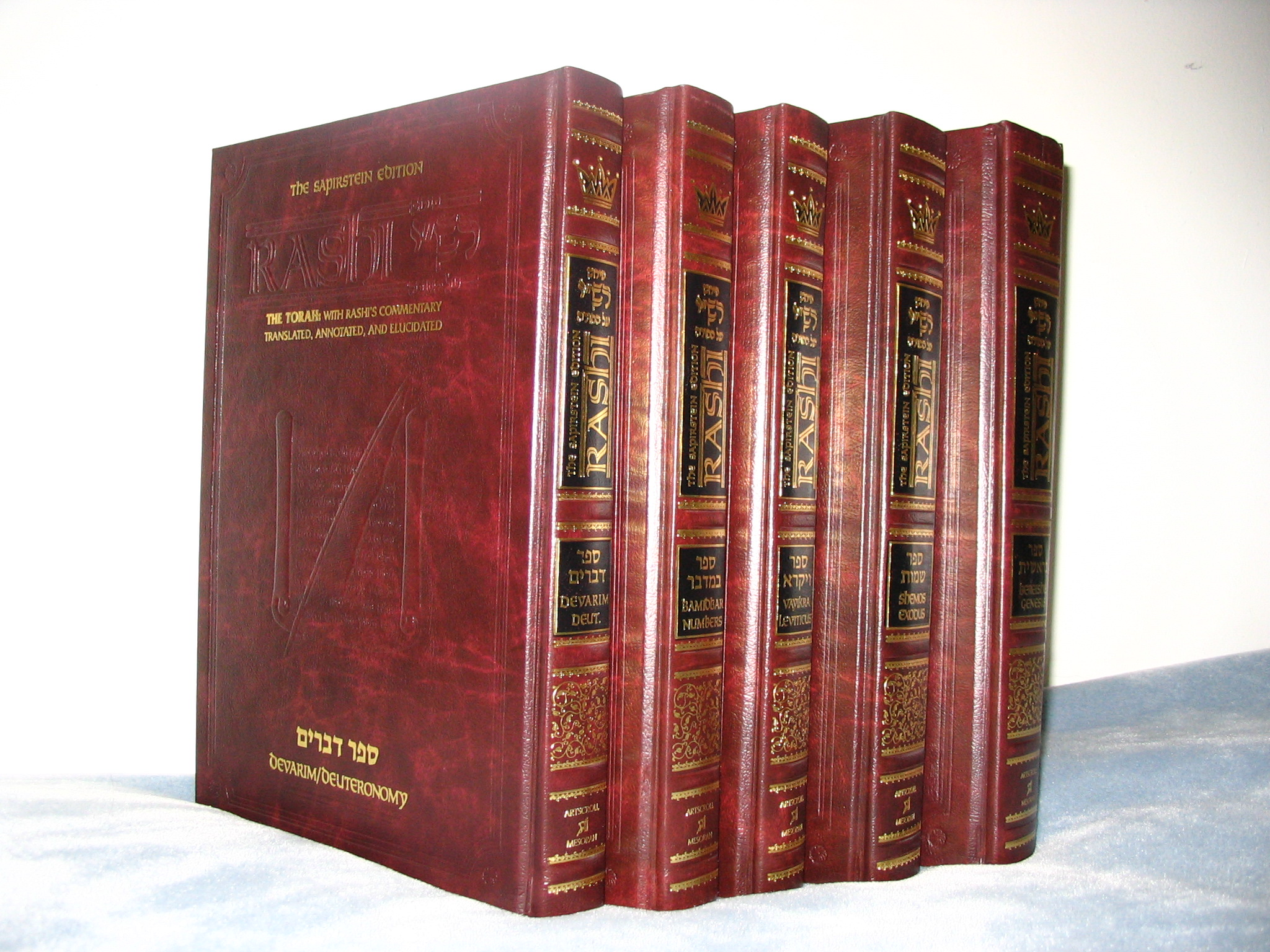
Una traduzione moderna dei commentari di Rashi sul Chumash

Il commentario di Rashi sul Tanakh — specialmente il suo commentario del Chumash — è un compagno essenziale per qualsiasi studio del Talmud a qualsiasi livello. Attingendo da tutta la letteratura midrashica, talmudica e aggadica (tra cui la letteratura che non esiste più), così come la sua conoscenza della grammatica, della Halakhah e del funzionamento delle cose, Rashi chiarisce il significato "semplice" del testo in modo che persino un bambino sveglio di cinque anni possa capire.. Egli dichiarò infatti esplicitamente di essere voluto andare alla ricerca, col suo lavoro - discostandosi dal pensiero rabbinico prevalente del suo tempo -, di quello che sarebbe stato il senso originale, letterale della Parola biblica, cioè il cd. "pshat". Allo stesso tempo il suo commentario forma il fondamento di alcune delle più profonde analisi e dei discorsi mistici che vennero successivamente. Gli esegeti dibattono tuttora sul perché Rashi abbia scelto certi passi midrashici e non altri, per illustrare un punto, o perché abbia usato certe parole e frasi e non altre.
Rabbi Shneur Zalman di Liadi scrisse che "il commentario di Rashi sulla Torah è il ‘vino della Torah’. Apre il cuore e rivela il proprio amore essenziale e timore di Dio." Gli studiosi ritengono che il commentario di Rashi alla Torah sia stato composto dalle conferenze tenute ai suoi allievi nella sua yeshivah e si sia evoluto grazie alle domande e risposte generate da questi. Rashi completò questo commentario soltanto negli ultimi anni della sua vita e fu immediatamente accettato come autorevole da tutte le comunità ebraiche, sia aschenazite che sefardite.
Il primo libro stampato in ebraico fu il commentario di Rashi al Chumash, preparato per i tipi di Abraham ben Garton a Reggio, nel Regno di Napoli, il 18 febbraio 1475 (questa versione non include il testo del Chumash stesso). Rashi scrisse commentari su tutti i libri del Tanakh, tranne i Libri delle Cronache. Gli studiosi biblici ritengono che il commentario che appare col nome di Rashi in questi ultimi sia stato compilato dagli studenti di Rabbi Saadiah del Reno, che incorporò materiale proveniente dalla yeshivah di Rashi. Gli studenti di Rashi, Rabbi Shemaya e Rabbi Yosef, redassero il commento finale sulla Torah: alcune delle loro note e aggiunte sono state incluse anche nella versione che esiste correntemente.
Oggigiorno, decine di migliaia di uomini, donne e bambini studiano il "Chumash con Rashi" nell'esaminare la porzione di Torah letta in sinagoga nello Shabbat. Secondo la Halakhah, un uomo può studiare il Rashi per ogni versetto della Torah persino in adempimento del requisito di rivedere la Parashah due volte con il Targum (che di solito si riferisce al Targum Onkelos). Tale pratica è chiamata in ebraico: "Shnayim mikra ve-echad Targum" (Due volte la Torah e una volta il Targum). Fin dalla sua pubblicazione, il commentario di Rashi alla Torah è standard in quasi tutti i Chumash prodotti all'interno della comunità ortodossa ebraica.

### Commentari del Talmud

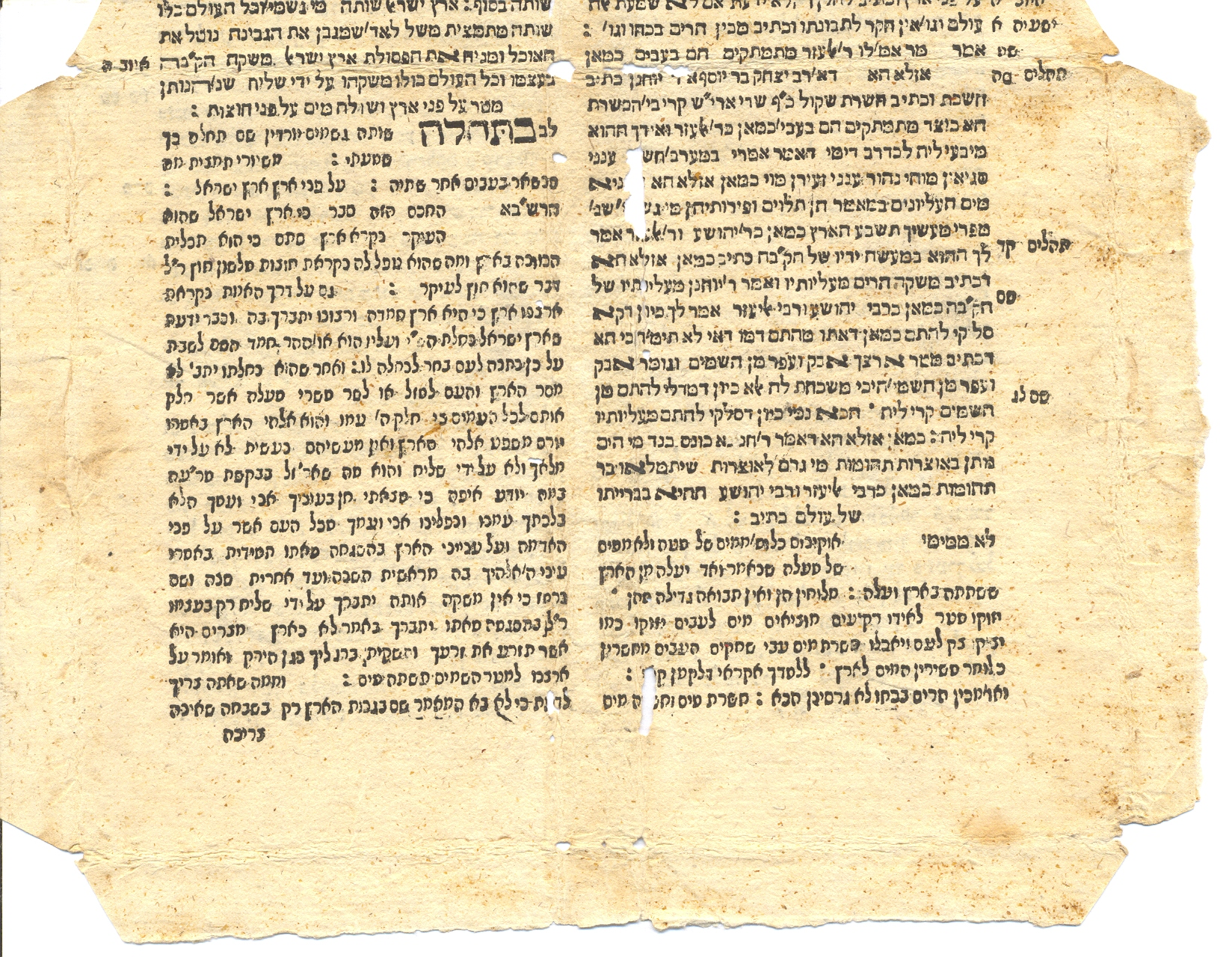
Una delle prime stampe del Talmud (Ta'anit 9b); il commentario di Rashi si trova in fondo alla colonna destra, continuando per alcune righe nella colonna sinistra

Rashi scrisse il primo commentario completo del Talmud. Il commentario di Rashi, attingendo alla profonda conoscenza di tutto il contenuto del Talmud da parte del suo autore, tenta di fornire una spiegazione completa delle parole e della struttura logica di ogni passaggio talmudico. A differenza di altri commentatori, Rashi non parafrasa o esclude una qualsiasi parte del testo, ma chiarisce frase per frase. Spesso egli fornisce la punteggiatura nel testo non punteggiato, spiegando, per esempio, "Questa è una domanda", "Lo dice con sorpresa", "Lo ripete in accordo", ecc.
Come fa nel suo commentario al Tanakh, Rashi illustra spesso il significato del testo utilizzando analogie con le professioni, i mestieri, e lo sport del suo tempo. Traduce anche difficili parole ebraiche o aramaiche nella lingua francese parlata nel suo tempo, dando agli studiosi successivi una panoramica del vocabolario e della pronuncia del francese antico. Rashi esercitò un influsso determinante sulla redazione del testo corretto del Talmud: fino alla sua epoca, i testi di ciascun trattato talmudico erano copiati a mano e diffusi nelle yeshivah.
Spesso comprendevano degli errori: a volte un copista scambiava le parole e altre volte incorporava note a margine di uno studente nel testo principale. Grazie al gran numero di mercanti-studiosi provenienti da tutto il mondo ebraico per partecipare alle rinomate fiere di Troyes, Rashi fu in grado di confrontare diversi manoscritti e letture testuali della Tosefta, Talmud di Gerusalemme, Midrash, Targum e gli scritti del Geonim, e determinare quali versioni dovevano essere preferite.
Tuttavia, nella sua umiltà, dava la preferenza ad interpretazioni di altri studiosi che erano in disaccordo con lui. Per esempio, in Chulin 4a, commenta su una frase: "Noi non leggiamo questo. Ma per coloro che lo fanno, la spiegazione è la seguente..." Il commentario di Rashi, che copre quasi tutto il Talmud babilonese (un totale di 30 trattati), è stato incluso in ogni versione del Talmud fin dalla sua prima stampa nel XV secolo. È sempre situato verso il centro del libro aperto, cioè sul lato della pagina più vicino alla rilegatura.
Alcuni degli altri commentari stampati che vengono attribuiti a Rashi sono stati composti da altri, in primo luogo dai suoi studenti. In alcuni commentari, il testo indica che Rashi morì prima di completare il trattato e che fu completato da uno studente. Questo accade nel Trattato Makkot, le cui parti conclusive sono state composte da suo genero, il rabbino Judah Ben Nathan, e nel Trattato Bava Batra, finito (in uno stile più dettagliato) dal nipote, il Rashbam (Samuel ben Meir). C'è una leggenda che narra che il commentario Nedarim, chiaramente non suo, fosse in realtà composto dalle figlie.

### Responsa
Esistono circa 300 dei responsa e delle decisioni halakhiche di Rashi. Tali responsa furono copiati e conservati dai suoi studenti. Anche il Siddur Rashi (Libro di preghiere di Rashi), compilato da uno studente ignoto, contiene i responsa di Rashi sulla preghiera. Altre raccolte includono Sefer Hapardes, redatto da Rabbi Shemayah, un discepolo di Rashi, e Sefer Haoraah, preparato da Rabbi Nathan Hamachiri.

### Influenza nei circoli non ebraici
Rashi influenzò non solo l'apprendimento tradizionale ebraico, ma anche i circoli non ebraici. I suoi commentari della Bibbia si diffusero in molte comunità differenti, soprattutto i suoi commentari dei libri della Torah. Nei secoli XII-XVII, l'influenza di Rashi si sparse dalle province francesi e tedesche alla Spagna e l'Est.
Fu il primo testo stampato in caratteri ebraici ad appena 14 anni dall'invenzione di Gutenberg e dalla prima edizione a stampa della Bibbia latina. Trovò un'ampia diffusione in Francia nella cui lingua venivano tradotte numerose parole ebraiche adottando la più precisa e scientifica traslitterazione dell'alfabeto israeliano.
Il monaco francese Nicolas de Lyre di Manjacoria, noto come la "scimmia di Rashi", dipendeva dal Rashi quando scriveva le 'Postillae Perpetuate' della Bibbia. reputava che i commentari di Rashi fossero i "depositi ufficiali della tradizione rabbinica" e fondamentali per comprendere la Bibbia. De Lyre ebbe inoltre una grande influenza su Martin Lutero. I commentari di Rashi divennero alquanto significativi per gli umanisti del periodo, che studiavano grammatica ed esegesi. Gli ebraisti cristiani studiavano i commentari di Rashi come importanti interpretazioni "autorizzate dalla Sinagoga".
L'influenza di Rashi crebbe ancor di più nel XV secolo e, a partire dal XVII secolo, i suoi commentari furono tradotti in molte altre lingue. Il commentario di Rashi ai libri della Torah era conosciuto come la prima opera ebraica stampata (stampa avvenuta a Reggio Calabria). Gran parte delle sue opere sono state tradotte in inglese da M. Rosenbaum e A. M. Silbermann a Londra a partire dal 1929-1934. In italiano molti dei suoi commentari biblici sono disponibili nelle traduzioni della casa editrice Marietti Editore. Sebbene Rashi abbia avuto un influsso sulle comunità al di fuori dell'Ebraismo, e non econdariamente anche sugli studiosi cristiani, la sua mancanza di connessione con la scienza gli ha impedito di entrare nel dominio generale ed è rimasto molto più popolare tra le comunità ebraiche del mondo.

### Critica
Anche se le interpretazioni di Rashi sono ampiamente rispettate, ci sono molti che criticano il suo lavoro. Dopo il XII secolo, la critica dei commentari di Rashi divenne comune nelle opere ebraiche come il Talmud. Le critiche si rivolgevano principalmente ai passaggi difficili. Generalmente Rashi fornisce il "pshat" o significato letterale dei testi ebraici, mentre i suoi discepoli, conosciuti come i Tosafot (tosafisti), criticano il suo metodo e danno descrizioni più interpretative dei testi. I commentari dei Tosafot si possono trovare nei testi ebraici normalmente a fronte del commentario di Rashi. I Tosafot aggiungono commenti e critiche nei passi in cui Rashi non ha lasciato commenti. I Tosafot vanno però oltre il passo stesso in cerca di argomenti, paralleli e le distinzioni che se ne possono estrarre. Questa aggiunta esegetica ai testi ebraici è stata vista come un completamento nodale di un "prodotto culturale importante", diventato una parte essenziale dello studio della Torah.

## Lascito

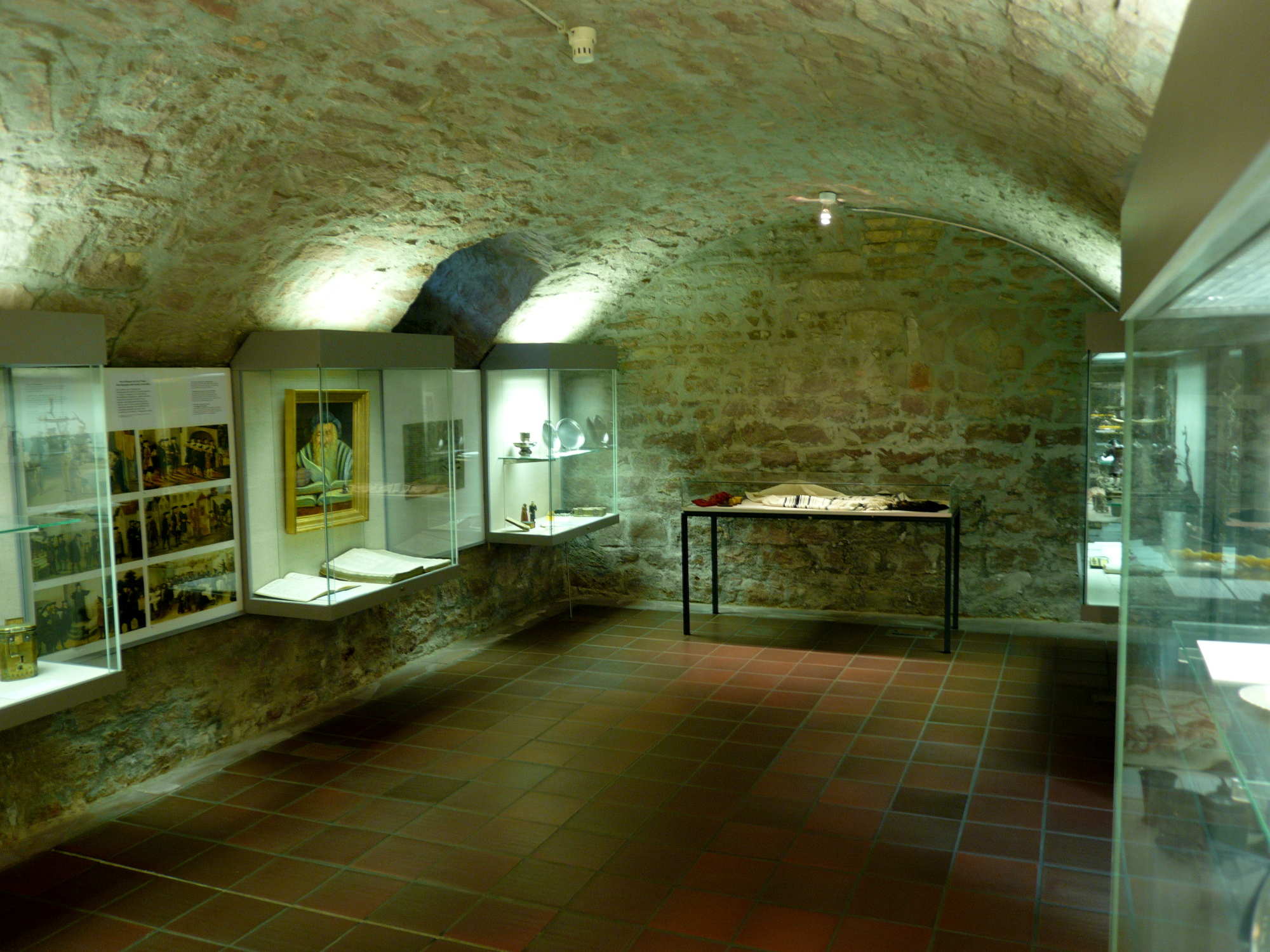
Raschihaus (casa di Rashi), Museo Ebraico, Worms (Germania)

Il commentario di Rashi al Talmud continua ad essere una base fondamentale di studio e interpretazione del rabbinismo contemporaneo. Senza il commentario di Rashi, il Talmud sarebbe rimasto un libro chiuso, ostico. Con esso, qualsiasi studente che sia stato introdotto al suo studio da un insegnante, può continuare ad imparare da solo, decifrando il suo linguaggio e significato con l'aiuto di Rashi.
Nel 2006, la Biblioteca nazionale di Israele della Università Ebraica di Gerusalemme ha allestito una mostra che commemora il 900º anniversario della morte di Rashi (2005), esibendo rari reperti della collezione bibliotecaria scritti da Rashi, come anche varie opere e articoli che riguardano Rashi, la sua vita ed il suo operato.

## I supercommentari
Voluminosi supercommentari sono stati pubblicati sui commentari di Rashi alla Bibbia e al Talmud, tra cui Gur Aryeh di Rabbi Judah Loew (detto il Maharal), Sefer ha-Mizrachi di Rabbi Elijah Mizrachi e Yeri'ot Shlomo di Rabbi Solomon Luria. Quasi tutta la letteratura rabbinica pubblicata a partire dal Medioevo discute il Rashi, usando la sua interpretazione come evidenza a supporto o dibattendo contro di essa - in un modo o nell'altro, Rashi è una base fondamentale dell'esegesi scritturale.

## "Scrittura Rashi"

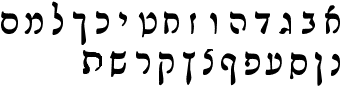
Alfabeto ebraico completo con i caratteri del Rashi [da destra a sinistra].

Il carattere semicorsivo in cui i commentari del Rashi sono stampati sia nel Talmud che nel Tanakh è spesso definito come "Carattere Rashi". Questo non significa che il Rashi stesso abbia usato tale tipo di scrittura: il carattere tipografico è basato su un semicorsivo sefardita del XV secolo. Quello che potrebbe essere chiamato "Carattere Rashi" è stato impiegato dai primi tipografi ebrei, come la  famiglia Soncino. e Daniel Bomberg, un tipografo cristiano a Venezia, nelle loro edizioni di testi commentati (come il Mikraot Gedolot ed il Talmud, in cui i commentari di Rashi sono posti in primo piano) per distinguere il commentario rabbinico dal testo primario, per il quale è utilizzato invece un carattere quadrato.

### Risorse
- Tecnica & metodologia
  -  rashiyomi.com.
- Testi integrali e traduzioni (EN) 
  -  Tanakh completa con Rashi, su chabad.org.
  -  Chumash con Rashi (trad. ingl. Judaica Press), su chabad.org.
  -  Chumash con Rashi (trad. Metsudah), su tachash.org. URL consultato il 12 luglio 2013 (archiviato dall'url originale il 17 aprile 2009).
- Ricerca testuale
  -  Esame Versetti., rashiyomi.com
  -  Esame versetti. URL consultato il 29 luglio 2019 (archiviato dall'url originale il 1º febbraio 2002)., tachash.org
  - Scrittura completa secondo Rashi

### Wikisource
- (EN) Hugh Chisholm (a cura di), Rashi, in Enciclopedia Britannica, XI, Cambridge University Press, 1911.
- Voce: "Rashi"., riportata da The Nuttall Encyclopædia